# Pomologie

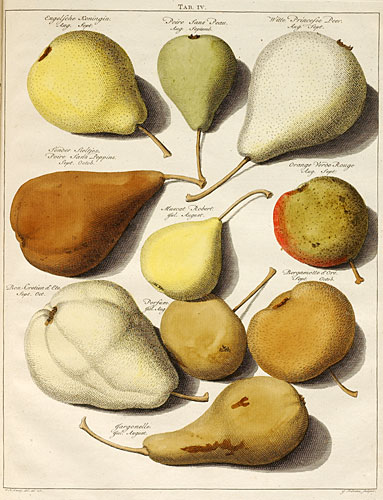
Illustratie uit Knoops "Pomologie of beschrijving van de beste soorten appels en peren" (1771).

Pomologie (naar het Latijnse pomum, 'boomvrucht', of Pomona, godin van de boomvruchten) is de leer van het fruit en de fruitsoorten, ook wel ooftkunde genaamd.
De pomologie vindt als wetenschap haar oorsprong in het Frankrijk en Duitsland van de zeventiende eeuw en kende vervolgens in Nederland een belangrijke voorloper in Johann Hermann Knoop (1700–1769). Aanvankelijk hield de pomologie zich vooral bezig met de beschrijving en systematische indeling (taxonomie) van de soorten en variëteiten in fruit. Later kwam daar ook de leer van het cultiveren en veredelen van de diverse soorten bij. De pomologie houdt zich bovendien bezig met het behoud van bedreigde soorten en rassen.
Pomologie maakt deel uit van studies op het gebied van levensmiddelentechnologie en fruitteelt aan bijvoorbeeld de Universiteit van Wageningen.